# Alfabeto ungherese antico

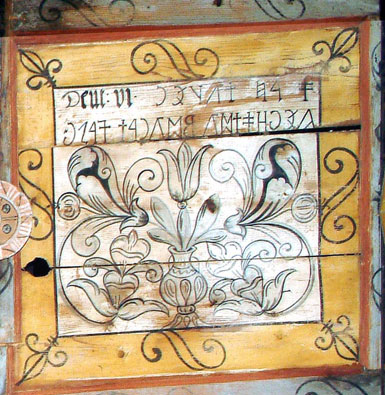
Iscrizione in antico ungherese in Transilvania risalente al 1668

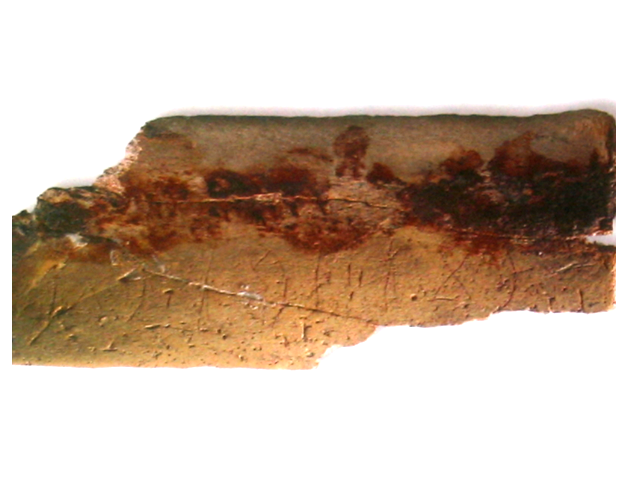
Iscrizione in antico ungherese risalente al X secolo rinvenuto a Homokmégy

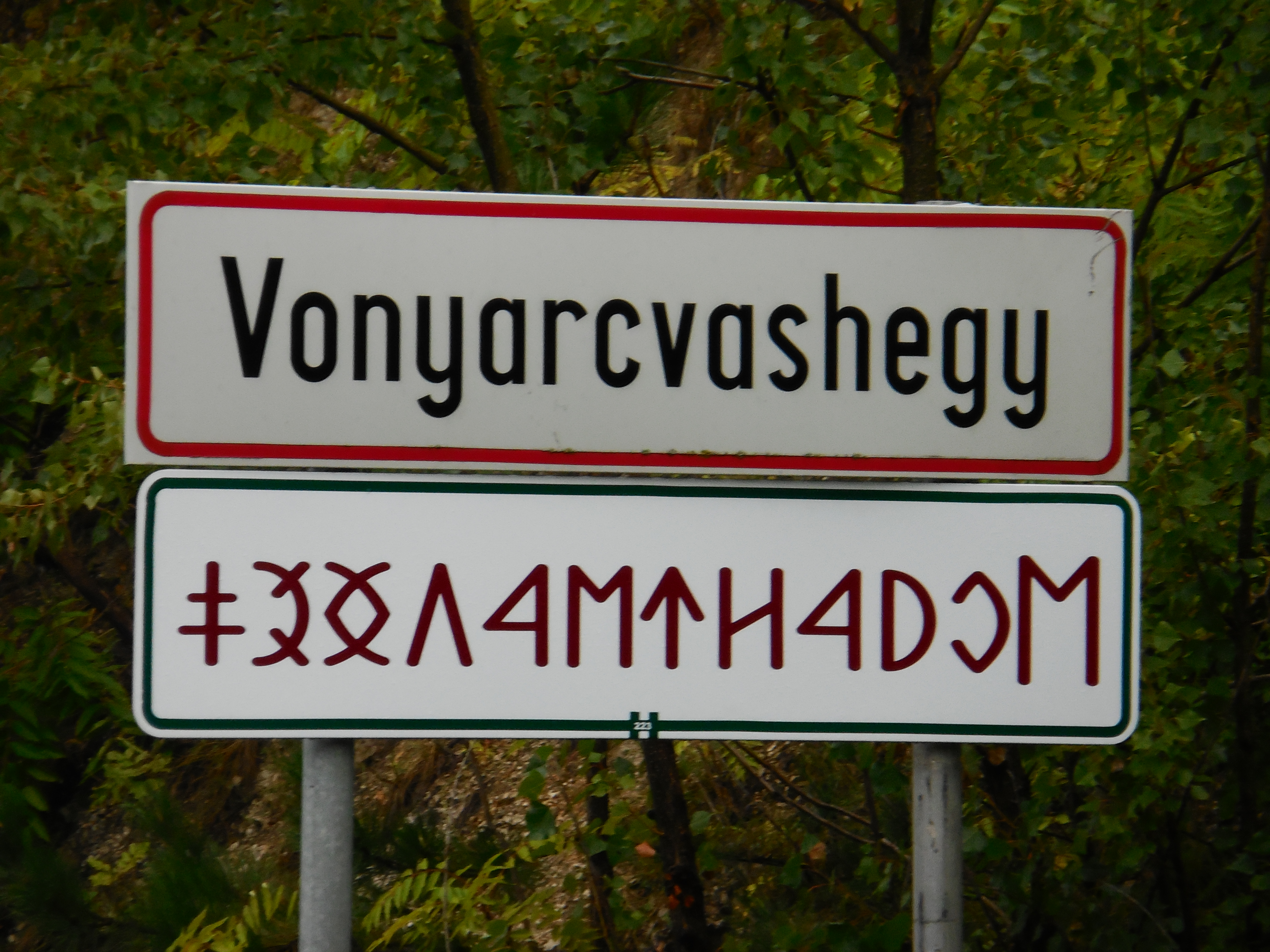
Il cartello con rovás a Vonyarcvashegy

L'alfabeto ungherese antico (in lingua ungherese conosciuto come rovásírás, o székely rovásírás) è un sistema di scrittura alfabetico utilizzato dagli ungheresi durante l'Alto Medioevo (fra il VII e il X secolo, mentre tra i Siculi fu in uso fino al XVII secolo). Poiché ricorda l'alfabeto runico, viene anche chiamato alfabeto runico ungherese o rune ungheresi.
Oggi l'ungherese è prevalentemente scritto usando l'alfabeto ungherese a base latina, ma l'antica scrittura ungherese è ancora in uso in alcune comunità. Il termine antico si riferisce alla precedenza storica dell'alfabeto rispetto a quello latino.
Gli ungheresi si stabilirono nel bacino dei Carpazi nell'895. Dopo la fondazione del Regno d'Ungheria, la vecchia scrittura fu in parte forzatamente eliminata e l'alfabeto latino fu adottato. Tuttavia, in alcune professioni (ad esempio i pastori utilizzavano un "rovás-stick" per tracciare ufficialmente il numero di animali) e in Transilvania, l'alfabeto è rimasto in uso presso i Siculi, dando il suo nome ungherese székely rovásírás. La scrittura poteva essere trovata anche in chiese come quella di Atid.
Il suo nome inglese nello standard ISO 15924 è Old Hungarian (Hungarian Runic).

## Storia

### Origini
Non si hanno informazioni certe sulla nascita e sullo sviluppo dell'alfabeto runico ungherese.
Attila Grandpierre descrive l'incisione di una presa d'ascia trovata nella pianura di Campagna, vicino a Roma, costruita intorno al 1000 a.C.
Secondo lo storico e linguista András Róna-Tas l'alfabeto ungherese antico deriverebbe dall'alfabeto dell'Orhon stesso, registrato in iscrizioni che datano dal 720 d.C. Le origini delle scritture turche sono incerte. Le forme grafiche possono essere derivati da modelli asiatici come gli alfabeti pahlavi e sogdiano, o forse da kharoshthi, che a loro volta derivano a distanza dalla scrittura aramaica. O in alternativa, secondo alcune opinioni, le antiche rune turche discendono dai primitivi logogrammi grafici turchi.
Le popolazioni che parlavano proto-ungherese sarebbero entrate in contatto con quelle turche durante il VII o l'VIII secolo, nel contesto delle migrazioni turche, come dimostrano anche numerosi calchi linguistici dal turco al proto-ungherese.
Tutte le lettere tranne una per i suoni condivisi dal turco e dall'antico ungherese possono essere collegate alle loro controparti turche. La maggior parte dei caratteri mancanti sono derivati da estensioni interne del sistema grafico piuttosto che da prestiti, ma un piccolo numero di caratteri sembra derivare dall'alfabeto greco.
Il termine ungherese moderno per questa scrittura (coniato nel XIX secolo) rovás trae origine dal verbo roni ('segnare') derivato dal proto-uralico. I moderni termini ungheresi inerenti alla scrittura e all'azione di scrivere (írni 'scrivere', betű 'lettera', bicska anche per 'intagliare lettere') derivano dal turco.

### Ungheria medievale
Le prove epigrafiche per l'uso della vecchia scrittura ungherese nell'Ungheria medievale risalgono al X secolo, ad esempio, da Homokmégy. L'ultima iscrizione è stata trovata su un frammento di faretra in osso. Sebbene ci siano stati diversi tentativi di interpretarla, il significato permane incerto.
Nel 1000, con l'incoronazione di Stefano I d'Ungheria, la nazione ungherese (in precedenza un'alleanza di tribù per lo più nomadi) divenne una monarchia. L'alfabeto latino fu adottato nelle scritture ufficiali, tuttavia l'antico alfabeto ungherese continuò ad essere usato in ambiti non cólti o popolari.
La scrittura runica fu menzionata per la prima volta nella Cronica di Simone di Kéza nel Duecento, dove si afferma che i Siculi di Transilvania potevano usare l'alfabeto dei Valacchi.

### Primo periodo moderno
L'antica scrittura ungherese divenne parte dell'arte folcloristica in diverse aree durante questo periodo. Nel Regno d'Ungheria la vecchia scrittura ungherese era usata di meno, sebbene ci siano anche reliquie da questo territorio. C'è un'altra copia - simile all'alfabeto di Nikolsburg - dell'alfabeto antico ungherese, datata 1609. L'iscrizione di Atid, datata 1668, è un esempio di "uso nell'arte popolare".
Ci sono, inoltre, un certo numero di iscrizioni, che vanno dal XVII al XIX secolo,in varie località, incluse Chibéd, Sângeorgiu de Mureș, Ghindari, Târgu Mureș, Racu, Mezőkeresztes, Baia Mare, Turda, Kecskemét e Kiskunhalas.

### Discussione accademica
La scrittura ungherese è stata descritta per la prima volta nella borsa di studio tardo umanista/barocca, nel 1598 da János Telegdi nel suo libro di fondo "Rudimenta Priscae Hunnorum Linguae", dove presenta la sua comprensione dell'alfabeto. Contiene anche testi ungheresi scritti con rune, ad esempio, il Padre Nostro.
Nel 19º secolo, gli studiosi hanno iniziato a ricercare le regole e le altre caratteristiche della vecchia scrittura ungherese. Da questo momento il nome rovásírás 'scrittura runica' cominciò ad entrare di nuovo nella coscienza popolare in Ungheria, e gli storici del copione in altri paesi iniziarono ad usare i termini "Antico ungherese", "Altungarisch", e così via. Poiché la vecchia scrittura ungherese era stata sostituita dal latino, i ricercatori linguistici nel 20º secolo hanno dovuto ricostruire l'alfabeto da fonti storiche. L'etnografa e folklorista Gyula Sebestyén e la filologa, linguista e turcologa Gyula Németh hanno partecipato a questo lavoro. Le pubblicazioni di Sebestyén, Rovás és rovásírás (Rune e scrittura runica, Budapest, 1909) e A magyar rovásírás hiteles emlékei (Le autentiche reliquie della scrittura runica ungherese, Budapest, 1915) contengono molte informazioni sull'argomento.

### Revival popolare
Iniziando con Adorján Magyar nel 1915, l'alfabeto è stato propugnato come mezzo per scrivere l’ungherese moderno. Questi gruppi hanno affrontato la questione della rappresentazione delle vocali dell'ungherese moderno in modi diversi. Adorján Magyar si servì di caratteri per distinguere a / á ed e / é ma non distinse le altre vocali per lunghezza. Una scuola guidata da Sándor Forrai dal 1974 in poi ha anche distinto i / í , o / ó , ö / ő , u / ú e ü / ű.
Dopo la seconda guerra mondiale i sistemi comunisti cercarono di interdire l'uso delle rune, ma quando nel 1989 essi crollarono nei paesi dell'Europa orientale, cominciò il "rinascimento" delle rune.
Nel 1990 gli abitanti di Székelykeresztúr (una piccola città nella Terra dei Siculi) decisero di alzare un cartello sul confine della città, su cui era scritto il nome "Székelykeresztúr" con l'alfabeto runico. Poi via via sempre più comuni dell'Ungheria e della Terra dei Siculi seguirono l'esempio di Székelykeresztúr: nel 2012 si trovano più di 300 cartelli in runico in giro nel bacino dei Carpazi.
In 2009 fu creata una fondazione per il runico: la "Rovás Alapítvány". Lo scopo più rilevante di questa organizzazione (al di fuori della propagazione della scrittura) è la standardizzazione Unicode del runico, perché solo così si può essere usato ampiamente e semplicemente nel XXI secolo.
Grazie a questa fondazione, nel 2009 venne fuori il primo libro stampato completamente con le rune: la famosa romanza dello scrittore ungherese Gárdonyi Géza, l'Egri csillagok ("Le stelle di Eger") e due anni dopo il secondo e il terzo: una collezione di fiabe (Hét meg hét magyar népmese) e il Nuovo Testamento.
La rinascita dell'antico alfabeto è diventata non solo parte della significativa sottocultura ideologica nazionalista ungherese (e quindi anche politico), ma ha visto anche altri usi nel periodo moderno in associazione al fenomeno del neopaganesimo ungherese, similmente al modo in cui gli etenisti e i celtisti hanno ripreso rispettivamente le rune germaniche e l'alfabeto ogamico per i loro scopi.

## L'alfabeto
L'alfabeto runico comprende 42 lettere, con alcune esistenti in due forme distinte.
Come nella vecchia scrittura turca, alcune consonanti hanno due forme, una da usare con le vocali posteriori (a, á, o, ó, u, ú) e un'altra per le vocali anteriori (e, é, i, í, ö, ő, ü, ű). I nomi delle consonanti sono sempre pronunciati con una vocale. Nel vecchio alfabeto l'ordine delle vocali consonanti è invertito, a differenza della pronuncia di oggi (ep piuttosto che pé). Questo perché le iscrizioni più antiche mancavano di vocali e raramente venivano scritte, proprio come i sistemi di scrittura delle consonanti di altre lingue antiche, come l’arabo, l’ebraico e l’aramaico.
L'alfabeto non contiene lettere né per i fonemi dz e dzs (di origine relativamente recente) né le lettere per il latino q, w, x e y. Il moderno movimento di rivitalizzazione ha però creato simboli per questi, e nella codifica Unicode sono rappresentati come legature.

Per ulteriori informazioni sulla pronuncia della traslitterazione, vedere l'alfabeto ungherese.
Le rune ungheresi includono anche alcune rune non alfabetiche che non sono legature ma segni separati. Questi sono identificati in alcune fonti come "capita dictionum" (probabilmente un errore ortografico di capita dicarum). Sono necessarie ulteriori ricerche per definire la loro origine e l'uso tradizionale.

## Codifiche pre-Unicode
Esiste un set di pagine di codice a 8 bit strettamente correlate, ideate negli anni '90 da Gabor Hosszú. Questi sono stati mappati con caratteri set di caratteri Latin-1 o Latin-2. Dopo aver installato uno di questi e aver applicato la formattazione al documento - a causa della mancanza di lettere maiuscole - i caratteri runici possono essere immessi nel modo seguente: quelle lettere che sono lettere uniche nell'ortografia ungherese odierna sono praticamente minuscole e possono essere scritte semplicemente premendo il tasto specifico; e poiché i digrammi moderni equivalevano a lettere di rovás separate, erano codificati come lettere 'maiuscole', cioè nello spazio originariamente limitato per le maiuscole. Quindi, digitando una g minuscola si produce il carattere rovás per il suono marcato con la scrittura latina g, ma si immette una G maiuscola sarà pari a un segno di rovás equivalente a un digramma gy nell’attuale alfabeto ungherese.